# Köves Kálmán
Köves Kálmán (Kiszlingstein) (1845. október 15. – Vágfarkasd, 1910. november 17.) plébános.

## Élete
1869-ben végezte el a teológiát Esztergomban. 1869. július 25-én szentelték pappá. Káplánként szolgált Tótmegyeren, majd 1878-tól haláláig előbb ideiglenes adminisztrátor, majd plébános lett Vágfarkasdon.
1882-ben özv. gróf Károlyi Alajosné közreműködésével újraépíttették az iskolát és katolikus óvodát emeltek.
1890-ben a farkasdi önkéntes tűzoltóság megalapítója, s a szervezet elnöke lett. Az artézi kút fúratása is a nevéhez fűződik.

## Források

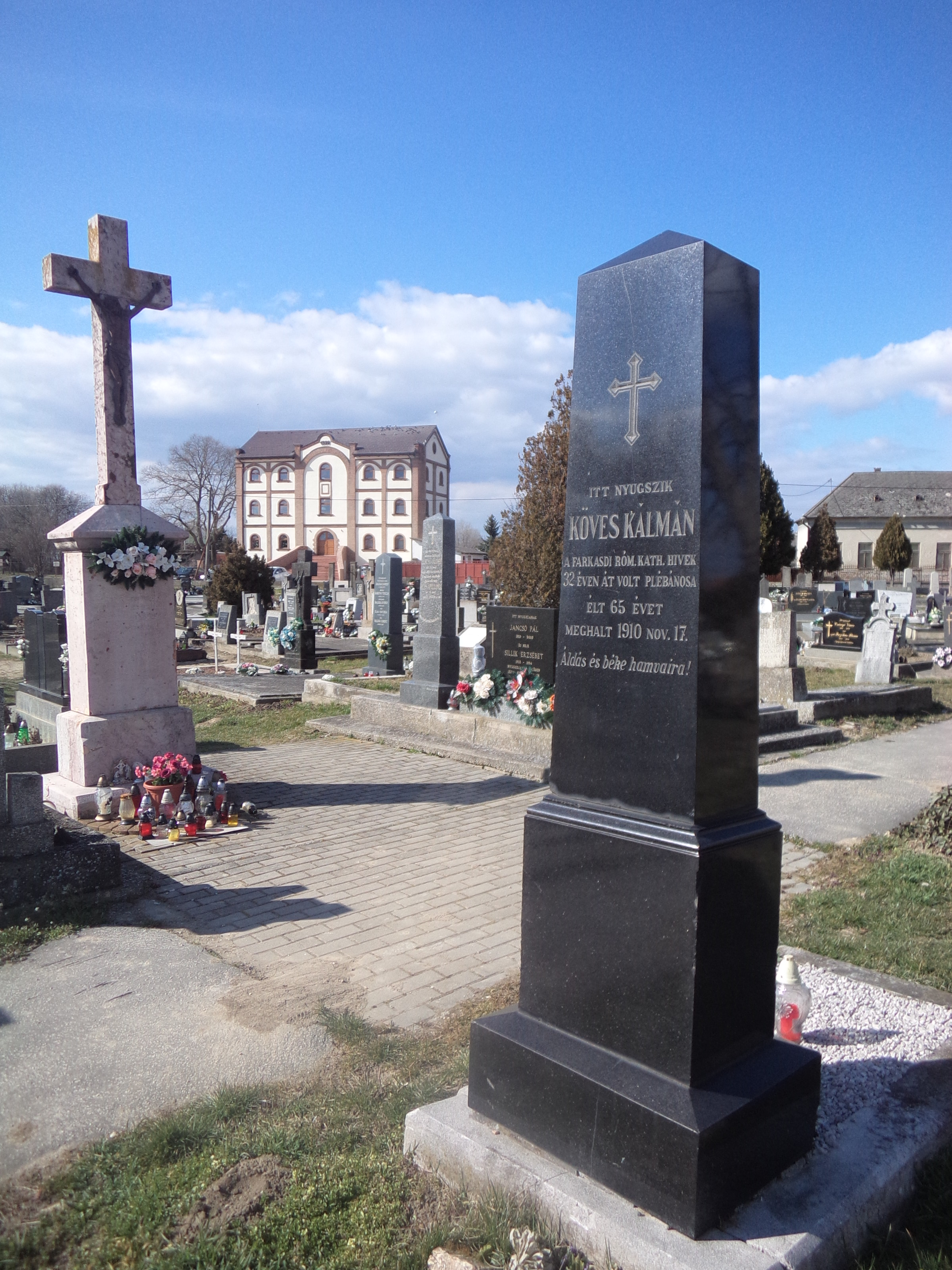
Sírja 2021-ben